# Hombre mirando al sudeste
Hombre mirando al sudeste és una pel·lícula argentina de ciència-ficció i drama de 1986 escrita i dirigida per Eliseo Subiela i protagonitzada per Lorenzo Quinteros, Hugo Soto e Inés Vernengo. Amb aquest film Subiela es consolidaria en la realització cinematogràfica i el reconeixement popular del seu país. Es va estrenar en cinemes el 2 d'abril de 1987 i va obtenir 824.210 espectadors en el seu recorregut comercial. Fou candidata al Goya a la millor pel·lícula estrangera de parla hispana en 1987. També va rebre el Premi a l'Opera Prima al Festival Internacional de Cinema de Sant Sebastià de 1986 i el premi FIPRESCI al Festival de Toronto.
El film estatunidenc K-Pax (2001) compte pràcticament la mateixa història sense donar-li crèdit a Hombre mirando al sudeste, per la qual cosa Subiela va considerar que la pel·lícula es tractava d'un plagi.

## Sinopsi
En un hospital psiquiàtric apareix un nou pacient que diu dir-se Rantés (Hugo Soto), i que afirma ser un missatger d'un altre planeta que va venir a investigar l'"estupidesa humana". El Dr. Julio Denis (Lorenzo Quinteros) es mostra escèptic sobre aquesta història però Rantés anirà introduint-se en la seva vida, fent-lo dubtar de si realment està boig, amb el que, subtilment, ho obliga a replantejar la seva vida i professió.

## Repartiment
- Lorenzo Quinteros... Dr. Julio Denis
- Hugo Soto... Rantés
- Inés Vernengo... Beatriz Dick
- Cristina Scaramuzza... enfermera
- Tomás Voth... Joven suicida
- David Edery... Director del hospital
- Rúbens Correa... Dr. Prieto
- Noemí Frenkel...Voz de Beatriz

## Influència
El film estatunidenc de 1993 Mr. Jones, dirigit per Mike Figgis, copiava parcialment Hombre mirando al sudeste: la seqüència en què el protagonista, un pacient maníac depressiu, que durant un concert de música clàssica s'apropia de la batuta del director d'orquestra, va ser qualificada pel protagonista d'aquest film, Richard Gere (en un reportatge de Televisió Espanyola), com "un homenatge a una pel·lícula argentina anomenada 'Hombre mirando al Sudeste'".

## Vídeo casolà
En 1987 l'editora Transeuropa va editar el VHS de la pel·lícula. Anys després, en el 2008, SBP Worldwide va editar el DVD de la pel·lícula, usant el màster del VHS a causa de la impossibilitat de trobar un màster amb millor imatge i so, rescatant aquesta obra cinematogràfica. El DVD presenta com a característiques especials àudio espanyol 2.0 i pantalla 4:3. Com a extres inclou entrevistes amb Lorenzo Quinteros, Hugo Soto, Inés Vernengo, Eliseo Subiela i Pedro Aznar.
El 12 de desembre de 2016, als Estats Units, l'editora KINO Classics va editar en DVD i Bluray la pel·lícula, incloent imatge remasteritzada amb qualitat 1080p, àudio 2.0 i d'extres un acostament al guió amb Eliseo Subiela i entrevista amb els actors.

## Banda sonora
Va ser composta per Pedro Aznar i va rebre molt bones crítiques. Combina música clàssica, amb música electrònica i experimental. En general aquesta banda sonora està molt ben ambientada a la pel·lícula. Existeix una relació molt reeixida entre les parts visuals i les musicals. Tot el que s'escolta aquesta fet amb sintetitzadors i seqüenciadors. Va ser produïda, gravada i barrejada per Pedro Aznar i Amílcar Gilabert.
En el format compacte apareixen dos temes: 1-Música de la pel·lícula home mirant al sud-est, i 2-Blau 20, música per a ballet deu moviments. Però la primera part es pot desglossar en deu pistes:
- 1. Mirando al Sudeste
- 2. Rantés
- 3. Las transmisiones
- 4. Jeroglíficos
- 5. Luz de La Santa
- 6. Telekinesis
- 7. El llamado de la noche
- 8. Ataúdes
- 9. Doctor, por qué me abandona?
- 10. Doctor Denis
- 11. Azul 20, Música para ballet (en 10 movimientos)